# Североизточен регион
Североизточният регион (на португалски: Região Nordeste) е един от петте административни региона на Бразилия. Има площ 1 558 196 km². Населението на региона е 56 760 780 жители (по приблизителна оценка от юли 2018 г.).
Включва 9 щата:
- Алагоас
- Баия
- Мараняо
- Параиба
- Пернамбуко
- Пиауи
- Рио Гранди до Норти
- Сеара
- Сержипи